# Astronomiskt ur

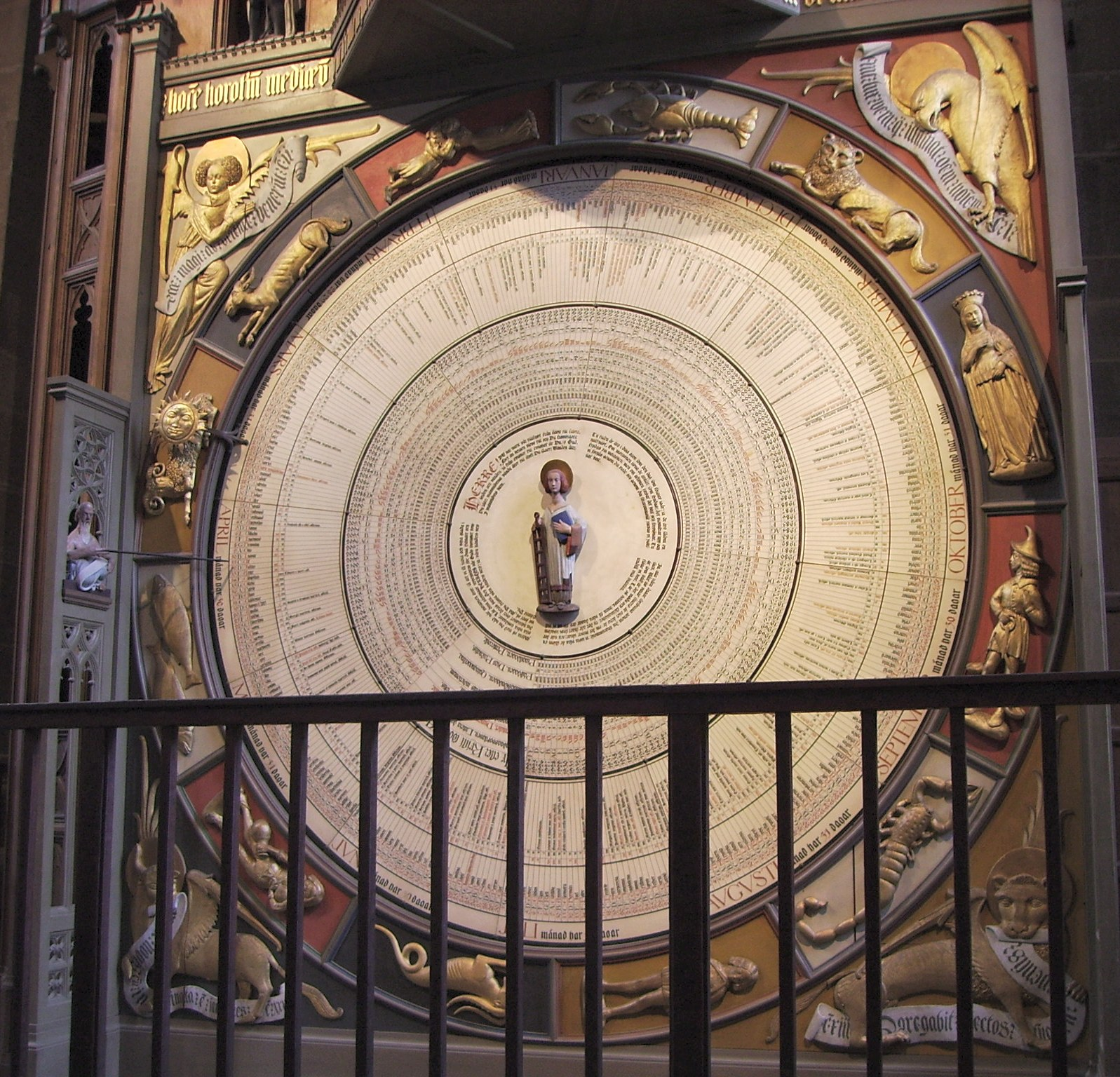
Astronomiskt ur i Lunds domkyrka.

Kedjedrivet astronomiskt ur från 1500-talet, visande månens faser, datum, månad och solens ställning i zodiaken.

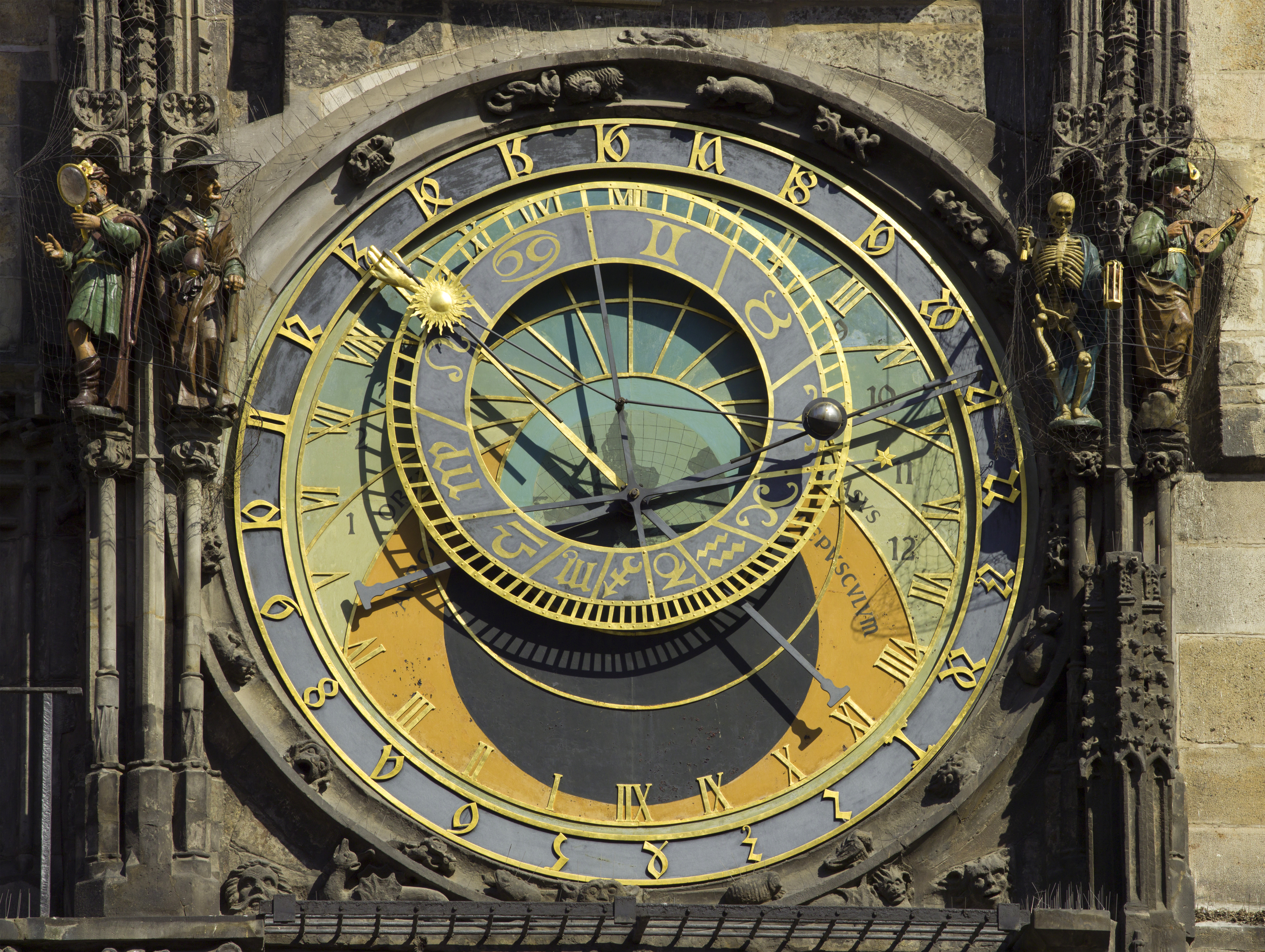
Astronomiskt ur på rådhuset i Prag.

Astronomiskt ur, ur som användes för astronomiska iakttagelser. 
Uret kallas stjärntidsur eller medeltidsur beroende på om det är ställt för att ange sann stjärntid eller medelsoltid. Ett stjärntidsur fortar sig under loppet av ett medeltidsdygn 3 minuter och 56,6 sekunder i förhållandet till ett medeltidsur.
På de medeltida astronomiska uren som ännu finns kvar i många av de större städerna i Europa kan man, förutom lokal tid, oftast se solen och huvudplaneternas lägen i ekliptikan samt månfasen.
Astronomiska ur finns bland annat i Lunds Domkyrka samt i kyrkan i Fjelie. På inget av dessa två kan man se huvudplaneternas rörelser.

## Kopplingsur
Astronomiskt ur kan även innebära ett kopplingsur som sluter eller bryter elektrisk ström i samband med solens upp- och nedgång. Digitala astronomiska kopplingsur programmeras i allmänhet med koordinaterna för den plats där de används och anpassar därmed kopplingsfunktionen exakt efter tiderna för solens upp- och nedgång lokalt. Det främsta användningsområdet är automatisk tändning och släckning av gatubelysning och annan belysning.
Fördelen med ett astronomiskt kopplings-ur, jämfört med skymningsrelä i kombination med vanligt kopplings-ur, är att man slipper dra ut en separat kabel för att montera ett skymningsrelä utomhus. Nackdelen är att det astronomiska uret följer klockslag i förhållande till solens upp- och nergång, medan ett skymningsrelä styrs av et faktiska ljusförhållanden. Ett skymningsrelä tar hänsyn till att belysningen behöver tändas tidigare en grå och mulen dag, och ett astronomiskt kopplings-ur får därför ses som en lite sämre nödlösning i de situationer där man inte har möjlighet att montera ett skymningsrelä.